# Kostel svaté Kateřiny (Libá)
Kostel svaté Kateřiny Alexandrijské stojí v katastrálním území Libá v okrese Cheb. Je chráněna jako kulturní památka ČR. Filiální kostel náleží pod římskokatolickou farnost Františkovy Lázně-venkov, vikariát chebský diecéze plzeňská.

## Historie
Kostel byl postaven v blízkosti tehdejšího hradu v Libé na skalním ostrohu v roce 1406 a byl zasvěcen Svaté Trojici a svaté Kateřině. Tento malý gotický kostel byl přestaven do barokní podoby v období 1753–1763. Znovu vysvěcen a zasvěcen svaté Kateřině byl 9. října 1763. Kostel byl opravován na přelomu 19. a 20. století. V roce 2011 byla restaurována jižní fasáda a v období 2014–2016 byly restaurovány malované vitráže. V letech 2007–2011 probíhalo jednání mezi římskokatolickou církvi a obcí o převedení kostela pod správu obce. K dohodě nedošlo.

## Popis
Kostel je zděná jednolodní stavba postavená na půdorysu obdélníku s polygonálním závěrem nízkou hranolovou věží na západní straně. Stanová střecha je krytá taškami. Při barokní přestavbě byla změněna orientace kostela, takže kněžiště je na západní straně. V jižním průčelí, které je zdobeno pilastry podloženými lizénami a které nesou průběžný architráv, vlys a římsu, je v ose vstupní portál. Věž je postavena z hrubého neomítaného zdiva.

### Interiér
V lodi na východní straně je zděná nepodklenutá kruchta s dřevěným zábradlím, která je nesena pilíři s pilastry. Panské oratoře byly později přistavěny k obvodovým zdím. Do lodi jsou otevřeny arkádovým oknem se stlačeným záklenkem. Vítězný oblouk dělí loď od kněžiště. Je vysoký a členěný pilastry s volutovými hlavicemi. Kněžiště a loď je členěné sdruženými pilastry ukončené volutovými hlavicemi pokrytými rokajem. V lodi na pilastrech jsou úseky kladí, které nesou tři pole klenby. Mezi bočními valenými klenbami s lunetami je střední pole zaklenuto českou plackou. Klenbu zdobí rokajové rámy s kartušemi s mřížkou a květinovými větvemi, v nichž jsou freskové malby. Kněžiště je zaklenuto konchou s lunetami a má dvě okna. Z mobiliáře jsou zachovány kazatelna, varhany na kruchtě a zbytky oltářů.

### Výmalba
Na zdech kněžiště a u vítězného oblouku jsou namalované iluzivní oltáře, které do osmdesátých let 20. století byly překryty novogotickými oltáři. Malba hlavního oltáře z 18. století znázorňuje svatou Kateřinu a pokračuje nástavcovým obrazem Panny Marie ke stropní malbě, která představuje Nejsvětější Trojici. V lodi na evangelijní straně za bočním oltářem je iluzorní malba oltáře s Pannou Marií. Na epištolní straně za postranním oltářem je iluzorní malba barokního oltáře se svatým Janem Nepomuckým.
Nástěnná malba nad oknem naproti vchodu přestavuje vidění svatého Jindřicha, nad hlavním vchodem je malba představující Zmrtvýchvstání Ježíše Krista
Ve středovém klenebním poli malba zobrazuje apoteózu svaté Kateřiny. Na klenbě blíže vítězného oblouku jsou tři výjevy a to: Panna Marie navštěvuje Alžbětu, matku Jana Křtitele (obě jsou v požehnaném stavu). Ve střední části je znázorněno narození Jana Křtitele a v další části je zvěstování Panně Marii.

## Program záchrany architektonického dědictví
V rámci Programu záchrany architektonického dědictví bylo v letech 2006-2014 na opravu památky čerpáno 4 745 000 Kč.
| rok    | 2006  | 2007 | 2008 | 2009 | 2010 | 2011 | 2012 | 2013 | 2014 |
| ------ | ----- | ---- | ---- | ---- | ---- | ---- | ---- | ---- | ---- |
| částka | 1 000 | 400  | 495  | 500  | 500  | 630  | 420  | 400  | 400  |